# Roozbeh Kaboly
Roozbeh Kaboly (1977) is een Nederlandse journalist en documentairemaker.

## Biografie
Kaboly is geboren in Iran. Op jonge leeftijd verhuisde hij naar Nederland. Kaboly volgde een studie documentairemaker aan de AKV St. Joost en een studie Master journalistiek (MA) aan de Media Academie. 

## Carrière
Nadat hij enkele documentaires voor lokale omroepen had gemaakt, startte de televisie-carrière van Kaboly in 2007 bij actualiteitenrubriek NOVA.    
In 2010 werd hij buitenlandverslaggever voor het programma Nieuwsuur in onder andere Afghanistan, Syrië en Irak. Na de Arabische lente maakt Kaboly voor Nieuwsuur veel reportages in het Midden-Oosten en Noord-Afrika. Hij onthulde de aanwezigheid van de Iraanse militairen in Syrië, nam in 2015 samen met Tom Kleijn het enige Nederlandse interview met de Syrische president Bashar al-Assad af en maakte het eerste tv-interview met een Nederlandse Syriëganger. Verder was hij als een van de weinige westerse journalisten aanwezig bij de herovering van de stad Homs door het Syrische regime en deed hij verslag van de bevrijding van de Iraakse stad Mosoel van de terreurgroep IS. Voor zijn reportages is Kaboly genomineerd voor diverse prijzen.
Naast zijn televisiewerk regisseerde Kaboly de Nederlandse documentairefilm Dance or Die. Op 25 november 2019 won hij met Dance or Die de Internationale Emmy Award in de categorie Arts Programming.
In 2020 stapte Kaboly over naar de VPRO om zich volledig te richten op zijn werk als documentairemaker.